# Griveaudia
Griveaudia is een geslacht van vlinders van de familie Callidulidae, uit de onderfamilie Griveaudiinae.

## Soorten
- G. atkinsoni (Moore, 1879)
- G. charlesi Viette, 1968
- G. discothyrata (Poujade, 1895)
- G. nigropuncta Viette, 1958
- G. tractiaria (Oberthür, 1893)
- G. vieui Viette, 1958